# Pierre Frank
Pierre Frank  (París, 24 de octubre de 1905 - París, 18 de abril de 1984) fue un político y uno de los líderes del trotskismo. Pasó su juventud en París y obtuvo la licenciatura en Química. En 1930 colaboró con Trotski en Prinkipo para la organización de la conferencia de la Oposición de Izquierda; fue elegido para la dirección del Parti Communiste Internationaliste (1935). Pierre Frank ingresó en la dirección de la Cuarta Internacional (1948) y fomentó en 1963 el Secretariado Unificado de la IV Internacional (junto a Ernest Mandel, Livio Maitan y Joe Hansen.
Escribió para Quatrième Internationale, Inprecor y Intercontinental Press'. Hasta su muerte en 1984 fue una figura dirigente de la Liga Comunista Revolucionaria (Francia).

## Obras
- La longue marche des trotskystes, Paris, 1969.
- Histoire de l'Internationale Communiste (1919 - 1943), Paris, 1979, ed. La breche.